# Liste des longs métrages slovaques proposés à l'Oscar du meilleur film international
Cet article présente la liste des longs métrages slovaques proposés à l'Oscar du meilleur film international.

## Films proposés par la Slovaquie
| Année (cérémonie) | Titre français               | Titre original           | Réalisateur          | Résultat   |
| ----------------- | ---------------------------- | ------------------------ | -------------------- | ---------- |
| 1994 (66e)        | Všetko čo mám rád (sk)       | Všetko čo mám rád (sk)   | Martin Šulík         | Non nommé  |
| 1995 (67e)        | Anjel milosrdenstva (sk)     | Anjel milosrdenstva (sk) | Miloslav Luther (sk) | Non nommé  |
| 1996 (68e)        | Le Jardin                    | Záhrada                  | Martin Šulík         | Non nommé  |
| 1998 (70e)        | Orbis Pictus (sk)            | Orbis Pictus (sk)        | Martin Šulík         | Non nommé  |
| 1999 (71e)        | Rivers of Babylon (sk)       | Rivers of Babylon (sk)   | Vladimír Balco (sk)  | Non nommé  |
| 2000 (72e)        | Všichni moji blízcí (cs)     | Všichni moji blízcí (cs) | Matej Mináč          | Non nommé  |
| 2001 (73e)        | Krajinka (sk)                | Krajinka (sk)            | Matej Mináč          | Non nommé  |
| 2003 (75e)        | Kruté radosti (sk)           | Kruté radosti (sk)       | Juraj Nvota          | Non nommé  |
| 2004 (76e)        | Le Roi des voleurs (de)      | Král zlodejov            | Ivan Fíla (sk)       | Non nommé  |
| 2006 (78e)        | Slnečný štát (sk)            | Slnečný štát (sk)        | Martin Šulík         | Non nommé  |
| 2008 (80e)        | Le Retour des cigognes (gl)  | Návrat bocianov          | Martin Repka         | Non nommé  |
| 2009 (81e)        | Amours aveugles              | Slepe lásky              | Juraj Lehotský       | Non nommé  |
| 2010 (82e)        | Le Chemin de la liberté (cs) | Nedodržaný sľub          | Jiří Chlumský (en)   | Non nommé  |
| 2011 (83e)        | Hranica (gl)                 | Hranica (gl)             | Jaroslav Vojtek      | Non nommé  |
| 2012 (84e)        | Tzigane                      | Cigán                    | Martin Šulík         | Non nommé  |
| 2013 (85e)        | Až do mesta Aš (gl)          | Až do mesta Aš (gl)      | Iveta Grófová (sk)   | Non nommé  |
| 2014 (86e)        | Môj pes Killer               | Môj pes Killer           | Mira Fornay          | Non nommé  |
| 2015 (87e)        | Krok do tmy (gl)             | Krok do tmy (gl)         | Miloslav Luther (sk) | Non nommé  |
| 2016 (88e)        | Koza                         | Koza                     | Ivan Ostrochovský    | Non nommé  |
| 2017 (89e)        | Eva Nová (gl)                | Eva Nová (gl)            | Marko Škop           | Non nommé  |
| 2018 (90e)        | Čiara                        | Čiara                    | Peter Bebjak         | Non nommé  |
| 2019 (91e)        | Tlmocník (cs)                | Tlmocník (cs)            | Martin Šulík         | Non nommé  |
| 2020 (92e)        | Nech je svetlo (gl)          | Nech je svetlo (gl)      | Marko Škop           | Non nommé  |
| 2021 (93e)        | Le Rapport Auschwitz         | Správa                   | Peter Bebjak         | Non nommé  |
| 2022 (94e)        | 107 Mothers                  | Cenzorka                 | Peter Kerekes        | Non nommé  |
| 2023 (95e)        | Oběť (cs)                    | Oběť (cs)                | Michal Blaško        | Non nommé  |
| 2024 (96e)        | Photophobia (uk)             | Światłowstręt            | Ivan Ostrochovský    | Non nommé  |
| 2025 (97e)        | Ema a smrtihlav (en)         | Ema a smrtihlav (en)     | Iveta Grófová (de)   | En attente |